# نادي انتين السبخة
نادي انتين السبخة لكرة القدم هو نادي كرة قدم موريتاني مقره بالسبخة.